# Tannheimer Gebirge
Tannheimer Gebirge är en bergskedja i Österrike, på gränsen till Tyskland.
Den högsta toppen är Kellenspitze, 2 238 meter över havet. Andra höga toppar är Gimpel och Rote Flüh. I bergstrakten finns flera vandringsleder och fjällstugor. De höga delarna nås bland annat med linbanorna Breitenbergbahn och Hahnenkammbahn samt med skidliften Hochalpbahn. I de högsta delarna kan det finnas snö fram till juli.
Vid Hahnenkammbahn finns skidbackar men det är inte samma sträcka där Hahnenkammrennen hölls. Den senare hittas vid Kitzbühel.
Topografiskt ingår följande toppar i Tannheimer Gebirge:
- Bugschrofen
- Füssener Jöchl
- Gehrenspitze
- Gimpel
- Großer Schlicke
- Hahnenkopf
- Karretschrofen
- Kleiner Schlicke
- Kellenspitze
- Lumberger Grat
- Läuferspitze
- Roßberg
- Rote Flüh
- Schartschrofen
- Sebenspitze
- Sefenspitze
- Seichenkopf

I Tannheimer Gebirge finns ängar nära de kala bergstopparna och längre ner blandskog.